# Xenoarchaeology
Xenoarchaeology (tạm dịch: Khảo cổ học liên sao) là phân nhánh của xenology có quan hệ với nền văn hóa ngoài Trái Đất, thuộc dạng khảo cổ học giả định tồn tại chủ yếu trong các tác phẩm khoa học viễn tưởng. Lĩnh vực này liên quan đến việc nghiên cứu tàn tích còn lại để phục dựng và giải thích lối sống trong quá khứ của những nền văn minh ngoài hành tinh.
Xenoarchaeology hiện không được giới nhà khảo cổ học chính thống thực hiện do hiện tại thiếu bất kỳ tài liệu nào giúp vào việc nghiên cứu ngành này. Một số nhà khảo cổ thậm chí đã gọi lĩnh vực này là "giả khảo cổ học" và chỉ trích khái niệm 'người ngoài hành tinh cổ đại' vốn dĩ chỉ có mục đích duy nhất là kết hợp giữa thực tế với hư cấu nhằm truyền bá lý thuyết về một quá khứ thay thế. Ý tưởng về xenoarchaeology khá phổ biến trong các chương trình truyền hình phi học thuật như loạt phim Ancient Aliens phát sóng trên kênh History.

## Từ nguyên
Tên gọi này bắt nguồn từ chữ xenos (ξένος) trong tiếng Hy Lạp có nghĩa là 'người lạ, người ngoài hành tinh' và 'nghiên cứu về người thời cổ đại' của ngành khảo cổ học.
Xenoarchaeology đôi lúc gọi là khảo cổ học vũ trụ hoặc khảo cổ học ngoài hành tinh, mặc dù một số người cho rằng tiền tố exo- được áp dụng chính xác hơn để nghiên cứu các hoạt động của con người trong môi trường không gian.
Những tên gọi khác của xenoarchaeology, hoặc các lĩnh vực chuyên biệt được quan tâm, bao gồm Probe SETI (Tìm kiếm Trí tuệ ngoài Trái Đất), khảo cổ học ngoài Trái Đất, khảo cổ học không gian, SETA (Tìm kiếm Hiện vật ngoài Trái Đất), Dysonian SETI, Planetary SETI, SETT (Tìm kiếm Công nghệ ngoài Trái Đất), SETV (Tìm kiếm Sự Thăm viếng ngoài Trái Đất), nhân chủng học ngoài Trái Đất, areoarchaeology và selenoarchaeology.

## Biện minh
Có thể cho rằng, do khoảng cách quá xa giữa các ngôi sao, bất kỳ bằng chứng nào mà con người phát hiện ra về trí thông minh ngoài Trái Đất, cho dù đó là hiện vật hay tín hiệu điện từ, đều có thể đến từ một nền văn minh đã biến mất từ lâu. Do đó, toàn bộ dự án SETI vốn dĩ được xem như một hình thức khảo cổ học. Ngoài ra, do tuổi cực đại của vũ trụ, có thể có kỳ vọng hợp lý đối với nghiên cứu sinh học vũ trụ ngõ hầu tạo ra bằng chứng về sự sống ngoài hành tinh đã bị hủy diệt trước khi phát hiện ra sự sống ngoài hành tinh.
Nghiên cứu về các nền văn hóa ngoài hành tinh có thể cung cấp cho nhân loại cái nhìn về quá khứ hoặc sự phát triển trong tương lai của mình.
Vicky Walsh lập luận về sự tồn tại của "hiện vật cũ" bằng cách sử dụng nguyên lý thông thường và phương trình Drake. Bà đề xuất rằng một lĩnh vực khảo cổ học mang tính lý thuyết và suy đoán được thành lập để kiểm tra những lời tuyên bố kỳ lạ và chuẩn bị cho thời điểm mà các hiện vật ngoài Trái Đất không thể phủ nhận cần được phân tích. "Nếu có thể xây dựng nền khảo cổ học trừu tượng có khả năng thử nghiệm và tinh chế trên Trái Đất rồi sau đó đem áp dụng cho các khu vực bên ngoài hành tinh của chúng ta, thì các tuyên bố về tàn tích của ETI trên Mặt Trăng và Sao Hỏa có thể thực sự được đánh giá dựa trên lý thuyết và phân tích khảo cổ học đã có".
Ben McGee cũng đề xuất việc tạo ra một bộ hướng dẫn liên ngành, chủ động về xenoarchaeology, cho rằng việc xác định số hiện vật bị nghi ngờ của sinh học vũ trụ là tất cả những gì cần thiết nhằm chứng minh cho việc thiết lập một phương pháp luận dành cho xenoarchaeology.  Ông nhấn mạnh sự cần thiết của công việc chủ động về xenoarchaeology ngõ hầu tránh thành kiến, xác định sai lầm và quản lý thông tin trong tương lai, và ông trích dẫn ba kịch bản mà theo đó một phương pháp luận hoặc tập hợp các hướng dẫn như vậy tỏ ra hữu ích, đó là "khả năng cảm nhận từ xa" của hiện vật xenoarchaeology đầy tiềm năng, bắt gặp hiện vật trong quá trình "thăm dò của con người" và hiện vật "bị chặn lại trên mặt đất".
Greg Íter đã lập luận rằng kỹ thuật khảo cổ nên được sử dụng để đánh giá các địa điểm hạ cánh hoặc va chạm khả nghi của UFO, chẳng hạn như ở Roswell.

## Lịch sử
Nguồn gốc của lĩnh vực này bắt nguồn từ giả thuyết về một nền văn minh trên Sao Hỏa giả định dựa trên mấy lần quan sát về những gì được coi là kênh đào Sao Hỏa. Percival Lowell là nhân vật tiêu biểu nổi tiếng nhất ủng hộ giả thuyết này dường như lấy cảm hứng từ việc dịch sai một câu trích dẫn của Giovanni Schiaparelli.
Hội nghị Nhóm Khảo cổ học Lý thuyết năm 1997 có một phiên thảo luận về "khảo cổ học và khoa học viễn tưởng".
Cuộc họp thường niên năm 2004 của Hiệp hội Nhân chủng học Hoa Kỳ đã chủ trì phiên họp mang tên Nhân chủng học, Khảo cổ học và Giao tiếp Liên sao.

## Planetary SETI
Planetary SETI quan tâm đến việc tìm kiếm cấu trúc ngoài Trái Đất trên bề mặt thiên thể trong Hệ Mặt Trời. Những lời tuyên bố có bằng chứng về các hiện vật ngoài hành tinh có thể được chia thành ba nhóm bao gồm Mặt Trăng, Sao Hỏa, và các hành tinh khác cùng vệ tinh của chúng.
Ví dụ về các địa điểm liên quan bao gồm "cây cầu" được nhìn thấy trong Mare Crisium vào năm 1953 và "Blair Cuspids", "một sự sắp xếp bất thường của bảy vật thể hình chóp có độ cao khác nhau" ở rìa phía tây của Mare Tranquillitatis, do tàu Lunar Orbiter 2 chụp lại vào ngày 20 tháng 11 năm 1966. Năm 2006, Ian Crawford đề xuất rằng một cuộc tìm kiếm hiện vật của người ngoài hành tinh nên được tiến hành trên Mặt Trăng.
Việc nhầm lẫn kênh đào Sao Hỏa của Percival Lowell là nỗ lực ban đầu nhằm phát hiện và nghiên cứu nền văn hóa ngoài hành tinh từ những tàn tích vật chất được cho là của nó. Gần đây, người ta quan tâm đến cái gọi là Khuôn mặt Sao Hỏa, một ví dụ về hiện tượng tâm lý của hội chứng pareidolia.
Hội Nghiên cứu SETI về Hành tinh là một tổ chức lỏng lẻo của các nhà nghiên cứu quan tâm đến lĩnh vực này. Tổ chức không xác nhận bất kỳ kết luận cụ thể nào do các thành viên đưa ra trên các trang web cụ thể.

## Probe SETI
Có rất nhiều nghiên cứu và công trình được thực hiện, và giới khoa học còn triển khai một số cuộc tìm kiếm dành cho các tàu thăm dò ngoài Trái Đất trong Hệ Mặt Trời. Điều này tiếp nối công trình của Ronald N. Bracewell.
Robert Freitas, Christopher Rose và Gregory Wright lập luận rằng tàu thăm dò liên sao có thể là một phương tiện liên lạc tiết kiệm năng lượng hơn so với phát sóng điện từ.
Nếu vậy, một cuộc Tìm kiếm Hiện vật Ngoài Trái Đất (SETA) tập trung vào năng lượng mặt trời có vẻ như được ưa chuộng hơn là hoạt động tìm kiếm vô tuyến hoặc quang học mang tính truyền thống hơn.
Robert A. Freitas còn đặt ra thuật ngữ seta vào thập niên 1980.
Trên cơ sở quỹ đạo liên kết Trái Đất-Mặt Trăng hoặc Mặt Trời-Trái Đất có thể tạo thành trạm trung chuyển thuận tiện dành cho tàu thăm dò ngoài Trái Đất tự hành, Freitas và Valdes từng tiến hành cuộc tìm kiếm không thành công.

## Dysonian SETI
Freeman Dyson trong bài báo khoa học viết năm 1960 từng đề xuất ý tưởng về quả cầu Dyson, một loại hiện vật ngoài Trái Đất có thể được tìm kiếm và nghiên cứu ở khoảng cách liên sao. Sau bài báo này giới nghiên cứu đã tiến hành một số cuộc tìm kiếm.
Luc Arnold có gợi ý về một phương tiện phát hiện các hiện vật nhỏ hơn trong một bài báo khoa học đăng năm 2005, dù vẫn ở quy mô lớn, xuất phát từ dấu hiệu nhận biết đường cong ánh sáng chuyển tuyến đặc biệt của chúng.